# Сергеевка (Кашарский район)
Сергеевка — хутор в Кашарском районе Ростовской области.
Входит в состав Фомино-Свечниковского сельского поселения.

## География

### Улицы
- ул. Кирсановская,
- ул. Константиновская,
- ул. Молодёжная,
- ул. Сергеевская,
- ул. Сидоровская.

## Население
| 2010 |
| ---- |
| 405  |